# Linia kolejowa Karlovy Vary – Johanngeorgenstadt
Linia kolejowa Karlovy Vary – Johanngeorgenstadt (Linia kolejowa nr 142 (Czechy)) – jednotorowa, regionalna i niezelektryfikowana linia kolejowa w Czechach i Niemczech. Łączy Karlowe Wary i Johanngeorgenstadt. Przebiega przez terytorium czeskiego kraju karlowarskiego i niemieckiego kraju związkowego Saksonia.
7 lipca 2020 roku w pobliżu stacji Pernink doszło do czołowego zderzenia pociągów. W wyniku zderzenia dwie osoby poniosły śmierć, a ponad 20 zostało rannych.